# Zrinka Vrabec-Mojzeš
Zrinka Vrabec-Mojzeš (Zagreb, 23. listopada 1963.) hrvatska je novinarka, radijska i televizijska voditeljica, glumica i savjetnica. 
Rođena je u Zagrebu kao jedino dijete u obitelji. Na Filozofskom fakultetu u Zagrebu diplomirala je anglistiku i povijest umjetnosti. Od 1985. do 1995. radila je na Televiziji Zagreb, a od 1984. do 2010. na Radiju 101. Obnašala je dužnost savjetnicebivšeg predsjednika Ive Josipovića za društvene djelatnosti od 2010. do 2015. godine. Aktivno piše za tjednik Nacional i glavna je urednica programa Radio Nacionala.

## Voditeljske uloge
- Dobro jutro, Hrvatska
- Radio 101
- Radio Nacional
- Na vrućem stolcu (na Mreža TV 2015., od 2022. kao radijska emisija na Radio Nacionalu)[2]

## Filmografija

### Filmske uloge
- Inspektor Martin i banda puževa kao gradonačelnica (2012.)

## Vanjske poveznice
- Zrinka Vrabec-Mojzeš u internetskoj bazi filmova IMDb-u (engl.)